# Castello e miniere abbandonate di Aymavilles
Castello e miniere abbandonate di Aymavilles este o arie protejată (arie specială de conservare — SAC, sit de importanță comunitară — SCI) din Italia întinsă pe o suprafață de 1,59 ha, integral pe uscat.

## Localizare
Centrul sitului Castello e miniere abbandonate di Aymavilles este situat la coordonatele 45°42′09″N 7°14′54″E / 45.702433°N 7.248209°E.

## Înființare
Situl Castello e miniere abbandonate di Aymavilles a fost declarat sit de importanță comunitară în septembrie 1995 pentru a proteja 4 specii de animale. Situl a fost protejat și ca arie specială de conservare în februarie 2013.

## Biodiversitate
Situată în ecoregiunea alpină, aria protejată conține 1 habitat natural: Peșteri inaccesibile publicului.
La baza desemnării sitului se află mai multe specii protejate de  mamifere (4): liliac cârn (Barbastella barbastellus), liliac cu urechi de șoarece (Myotis blythii), liliac comun (Myotis myotis), liliacul mare cu potcoavă (Rhinolophus ferrumequinum)
Pe lângă speciile protejate, pe teritoriul sitului au mai fost identificate 4 specii de mamifere.